# Ягупова Світлана Володимирівна
Світлана Володимирівна Ягупова (23 липня 1942, Краснодар — пом.26 травня 2015, Сімферополь) — радянська та українська російськомовна письменниця-фантастка, журналістка, поет, драматург та дитяча письменниця.

## Біографія
Народилась Світлана Ягупова 23 липня 1942 року в Краснодарі, проте вже за місяць управлення військово-відновних і загороджувальних військ, у якому служила її мати, евакуювали до Вірменії в місто Кіровакан, у якому новонародженій і видали свідоцтво про народження із вказівкою на народження саме у цьому вірменському місті. Пізніше це управління перевели до складу 51-шої армії, і мати, незважаючи на народження дитини, продовжувала військову службу, та разом із дочкою постійно знаходились при штабі діючої армії, проживаючи в штабному вагоні. У 1943 році, коли майбутній письменниці було лише 8 місяців, ешелон, у якому їхали Світлана з матір'ю, потрапив під бомбардування німецької авіації. Під час нього дитина впала з полиці, та отримала травми ноги та хребта. Лікування травм затягнулося внаслідок приєднання туберкульозної інфекції. Після закінчення війни для покращення умов лікування дочки сім'я Ягупових переїжджає до Євпаторії. У цьому місті Світлана Ягупова закінчує середню школу в 1960 році. У цьому ж році вона вступила до Сімферопольського педагогічного інституту на історико-філологічний факультет, а наступного року до Сімферополя перебирається її родина у зв'язку із тим, що її батька призначили заступником головного редактора газети «Крымская правда».
У 1965 році після закінчення інституту Світлана Ягупова працювала вчителем російської мови та літератури у школі села Ромашкине Сакського району. За рік вона перейшла на журналістську роботу, та розпочала роботу кореспондентом районної газети «Черноморская заря» в райцентрі Чорноморське. Після семи місяців роботи в районній газеті Світлана Ягупова під час виконання службових обов'язків потрапляє у мотоциклетну аварію. Після отриманих травм вона тривалий час лікувалась, а протягом двох років навіть не могла встати з постелі.
Після завершення курсу лікування Світлана Ягупова перейшла на творчу роботу. Перше її фантастичне оповідання — «Привіт із сузір'я Лебедя» опубліковано в 1966 році. У 1974 році її п'єсу за мотивами творів Олександра Гріна «Ланцюг та вітрила» поставив спочатку Севастопольський академічний російський драматичний театр імені А. В. Луначарського, а пізніше театр із рідного міста письменника Кіров. Перша авторська книга письменниці — повість «Зелений дельфін» — вийшла у 1977 році. Найбільший твір письменниці — роман «Фенікс» — написаний у 1984—1985 роках, надрукований у 1988 році — описує думкоподорож 17-річної дівчини з обмеженими можливостями Айки на планету Еспрея, у чому можна відчути аналогію з долею самої письменниці, яка через численні хвороби сама тривалий час була прикута до ліжка. Із 1980 року Світлана Ягупова була членом Спілки письменників СРСР. У кримському відділенні спілки з 1980 до 1986 року Ягупова керувала літературною студією молодих письменників-фантастів «Фантаври». Вона також була укладачем збірників «Фантаври» (рос. Фантавры), авторами якої були члени літературної студії письменників-фантастів, зокрема Людмила Козинець, Наталія Астахова, Данило Клугер; та «Фемі-фан» (рос. Феми-фан), авторами якої були жінки-фантастки. Світлана Ягупова також опублікувала кілька десятків віршованих творів, переважно в газеті «Крымская правда».
У 90-х роках ХХ століття, у зв'язку із комерціалізацією книгодрукування, та зниженням попиту на вітчизняну фантастичну літературу внаслідок збільшення друкування зарубіжної фантастичної літератури, Світлана Ягупова відійшла від написання фантастичної літератури, та стала більше звертати увагу на дитячу літературу. Письменниця випустила кілька повістей для дітей, у тому числі збірку фантастичних повістей «Крылатая лошадка», організувала випуск дитячого краєзнавчого альманаху «Крымуша». Світлана Ягупова також випустила кілька власноруч намальованих дитячих казок-коміксів. З 1995 року Світлана Ягупова входила до редколегії журналу «Радуга». У 2007 році вона також опублікувала роман «Лимон (Мозаика мгновений)», який сама письменниця визначила як документальну фантастику, у якій зібрані автобіографічні записки письменниці, присвячені проблемам інвалідів.
Останні роки свого життя Світлана Ягупова провела прикутою до ліжка. Померла письменниця 26 травня 2015 року в Сімферополі.

## Премії
- 1990 — почесний Диплом Федерації Космонавтики СРСР — за значний внесок у пропаганду досягнень радянської космонавтики та патріотичне виховання молоді (за роман «Фенікс»);
- 1996 — лауреат Державної премії Автономної Республіки Крим у номінації «Кращі твори для дітей та юнацтва» за успішну роботу в журналі «Крымуша»;
- 2000 — лауреат Національної премії імені В. Короленка за книгу для юнацтва «Твій образ»;
- 2003 — звання Заслуженого журналіста Автономної Республіки Крим за багаторічну роботу в пресі;
- 2005 — диплом Комітету з інформації Ради міністрів АР Крим редакції дитячого журналу «Крымуша» за значний внесок у розвиток дитячої періодичної преси.

## Переклади
Ряд творів Світлани Ягупової перекладені українською, угорською та болгарською мовами.

## Вшанування пам'яті
Ще за життя письменниці у 2006 році іменем Світлани Ягупової була названа районна дитяча бібліотека у районному центрі Чорноморське, у якому вона працювала в районній газеті, та встановлена меморіальна дошка на будівлі бібліотеки.

### Романи
- 1988 — «Феникс»
- 2007 — «Лимон (Мозаика мгновений)»

### Збірки
- 1979 — «Феномен Табачковой»
- 1982 — «И нуль-пространство разомкнуть»
- 1987 — «Ладушкин и Кронос»
- 1990 — «Твой образ»
- 2006 — «Крылатая лошадка»

### Повісті
- 1977 — «Зеленый дельфин»
- 1978 — «Второе лицо»
- 1979 — «И нуль пространство разомкнуть»
- 1979 — «Феномен Табачковой»
- 1980 — «Легенда о капитане»
- 1982 — «Капитан»
- 1982 — «Софоровой ночью»
- 1982 — «Подписка на Жорж Санд»
- 1984 — «Берегиня»
- 1987 — «В лифте»
- 1987 — «Контактер»
- 1987 — «Ладушкин и Кронос»
- 1988 — «Алетейя»
- 1990 — «Мутанты Асинтона»
- 1990 — «В горелом лесу»
- 1991 — «Астральный случай»
- 2002 — «Сердоликовый ларчик»
- 2002 — «Под сенью крыл Твоих (Мозаика мгновений)»
- 2006 — «Когда твой кот заговорит»
- 2006 — «Крылатая лошадка»

### Оповідання
- 1965 — «Привет из созвездия Лебедя»
- 1968 — «Шрам»
- 1971 — «Сочини свою краску»
- 1973 — «Солдатский привет»
- 1975 — «Пенсия»
- 1975 — «За чашкой чаю»
- 1980 — «Помидоровое дерево»
- 1983 — «Гомо фантастикум»
- 1983 — «А вы не верили…»
- 1983 — «Фантариум»
- 1983 — «Что случилось с Пиолой?»
- 1985 — «Тыоня»
- 1985 — «Житейские кадры»
- 1990 — «Метапрограмма»
- 1992 — «Непохожая»
- 1993 — «Крымуша»
- 1994 — «Космическая азбука Крымуши»
- 1995 — «Золотое правило»
- 1995 — «Белочка»
- 1995 — «Крымуша на астероиде»
- 1995 — «Жабы Завидуна»
- 1996 — «Для себя жить — с шайтаном дружить»
- 2000 — «Лесная драма»
- 2001 — «Литератор»
- 2001 — «Бомж»
- 2001 — «Капиталистик»
- 2001 — «Просветительница»
- 2001 — «Соцработник»
- 2001 — «Неофитка»
- 2001 — «Дочь»
- 2001 — «Продвинутый»
- 2001 — «Интернатская»
- 2002 — «И пуля, и пилюля»
- 2006 — «Падение в шестой Рюаль»
- 2009 — «Фонтанируют фантанески»